# Пимено-Чернянское сельское поселение
Пиме́но-Черня́нское се́льское поселе́ние — муниципальное образование в составе Котельниковского района Волгоградской области.
Административный центр — хутор Пимено-Черни.

## История
Пимено-Чернянское сельское поселение образовано 14 марта 2005 года в соответствии с Законом Волгоградской области № 1028-ОД.

## Население
| 2010  | 2012  | 2013  | 2014  | 2015  | 2016  | 2017  |
| ----- | ----- | ----- | ----- | ----- | ----- | ----- |
| 1498  | ↘1460 | ↗1479 | ↘1456 | ↗1485 | ↘1469 | ↘1445 |
| 2018  | 2019  | 2020  | 2021  |       |       |       |
| ↘1424 | ↘1420 | ↘1411 | ↗1416 |       |       |       |

## Состав сельского поселения
| № | Населённый пункт | Тип населённого пункта        | Население |
| - | ---------------- | ----------------------------- | --------- |
| 1 | Гремячая         | станция                       | 31        |
| 2 | Нижние Черни     | хутор                         | ↘379      |
| 3 | Пимено-Черни     | хутор, административный центр | ↗1088     |